# Benevides
Benevides é um município brasileiro do estado do Pará, na Região Norte do Brasil. Integrado à Região Metropolitana de Belém. Localiza-se a uma latitude 01º21'41" sul e a uma longitude 48º14'41" oeste, estando a uma altitude de 28 metros. Sua população estimada em 2017 é de 60 990 habitantes.

## História
Benevides é conhecida como "O berço da Liberdade", foi a cidade pioneira do Estado do Pará a libertar escravos e a segunda do Brasil.
Foi em Benfica, vila de Benevides que, no dia 30 de março de 1884 às 6 horas, o então presidente Visconde de Maracaju, da província do Grão-Pará, assinou as cartas de alforria dos primeiros escravos negros, pardos e/ou índios, que ganharam a liberdade no estado do Pará, quatro anos antes da Princesa Isabel assinar a Lei Áurea em 13 de maio de 1888.
Benevides também foi uma das primeiras cidades a receber imigrantes franceses, italianos e espanhóis para trabalharem na produção agrícola da região. No dia 24 de junho de 1884, é inaugurada a Estrada de Ferro de Bragança, passando a cortar a região (inclusive a vila de Benfica) e a escoar toda sua produção ao porto fluvial da capital Belém e posteriormente à cidade de Bragança, além do transporte de passageiros, onde durante anos, foi a responsável pelo conseguinte desenvolvimento da cidade. 

## Organização Político-Administrativa
O Município de Benevides possui uma estrutura político-administrativa composta pelo Poder Executivo, chefiado por um Prefeito eleito por sufrágio universal, o qual é auxiliado diretamente por secretários municipais nomeados por ele, e pelo Poder Legislativo, institucionalizado pela Câmara Municipal de Benevides, órgão colegiado de representação dos munícipes que é composto por vereadores também eleitos por sufrágio universal.

### Subdivisões
Além da sede, Benevides possui o distrito de Murinin.